# Dinlendik, Çumra
Dinlendik là một xã thuộc huyện Çumra, tỉnh Konya, Thổ Nhĩ Kỳ. Dân số thời điểm năm 2011 là 73 người.